# الشادلي بالخامسة
الشادلي بالخامسة (بالفرنسية: Chedly Belkhamsa)‏، ولد عام 1947، هو رسام، رسام توضيحي، رسام كاريكاتيري وسينوغراف مسرحي تونسي.
وهو كذلك ناشط بشكل خاص في صحيفة لا براس اليومية.

## السيرة الذاتية
منذ عام 1967، شارك في عدة معارض جماعية وكذلك معارض شخصية في تونس وخارجها، من خلال وزارة الثقافة، لعرض لوحاته ورسوماته ورسومه الكرتونية. كما أنه يعمل في صحيفة «لا براس» اليومية، كرسام كاريكاتير ورسام، وأيضًا كمستشار تقني ملحق بهيئة التحرير ورئيس القسم الفني ورئيس التحرير.
وهو مسؤول عن سينوغرافيا أوبريت «صلاح الخميسي» للبشير الدريسي، والتي قُدمت في إفتتاح مهرجان قرطاج الدولي في عام 2001، وعن مسرحيات مختلفة لعبد العزيز المحرزي، فرحات جديد وجميل الجودي بين عامي 2003 و 2009. كما قام برسومات مجلة الأطفال «قوس قزح» وكتاب «حلق الوادي» لجاكلين بيسموث ومجلة "Livret santé" للصحف لورونوفو، لا براس والصحافة.
نشر الشريط الهزلي Mouch Normal في عام 2009، ثم مجموعة من الرسوم الكاريكاتورية للصحافة، Toubib or not toubib، في عام 2014.